# Iris (insecte)
Pour les articles homonymes, voir Iris.
Genre
Iris est un genre d'insectes de la famille des Tarachodidae (mantes).

## Espèces rencontrées en Europe
- Iris oratoria (Linnaeus, 1758)
- Iris polystictica (Fischer de Waldheim, 1846)

## Liens externes

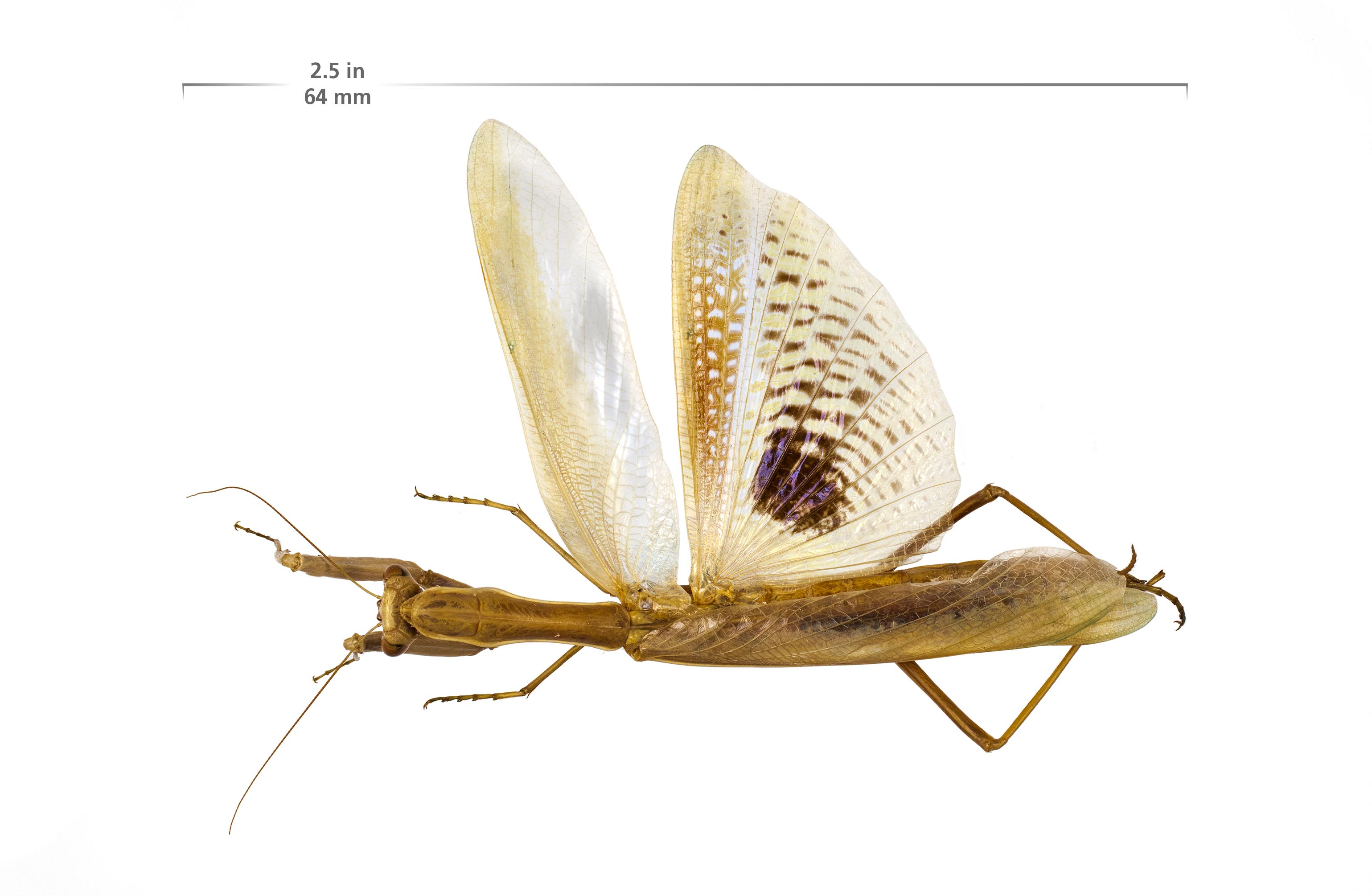
Iris oratoria

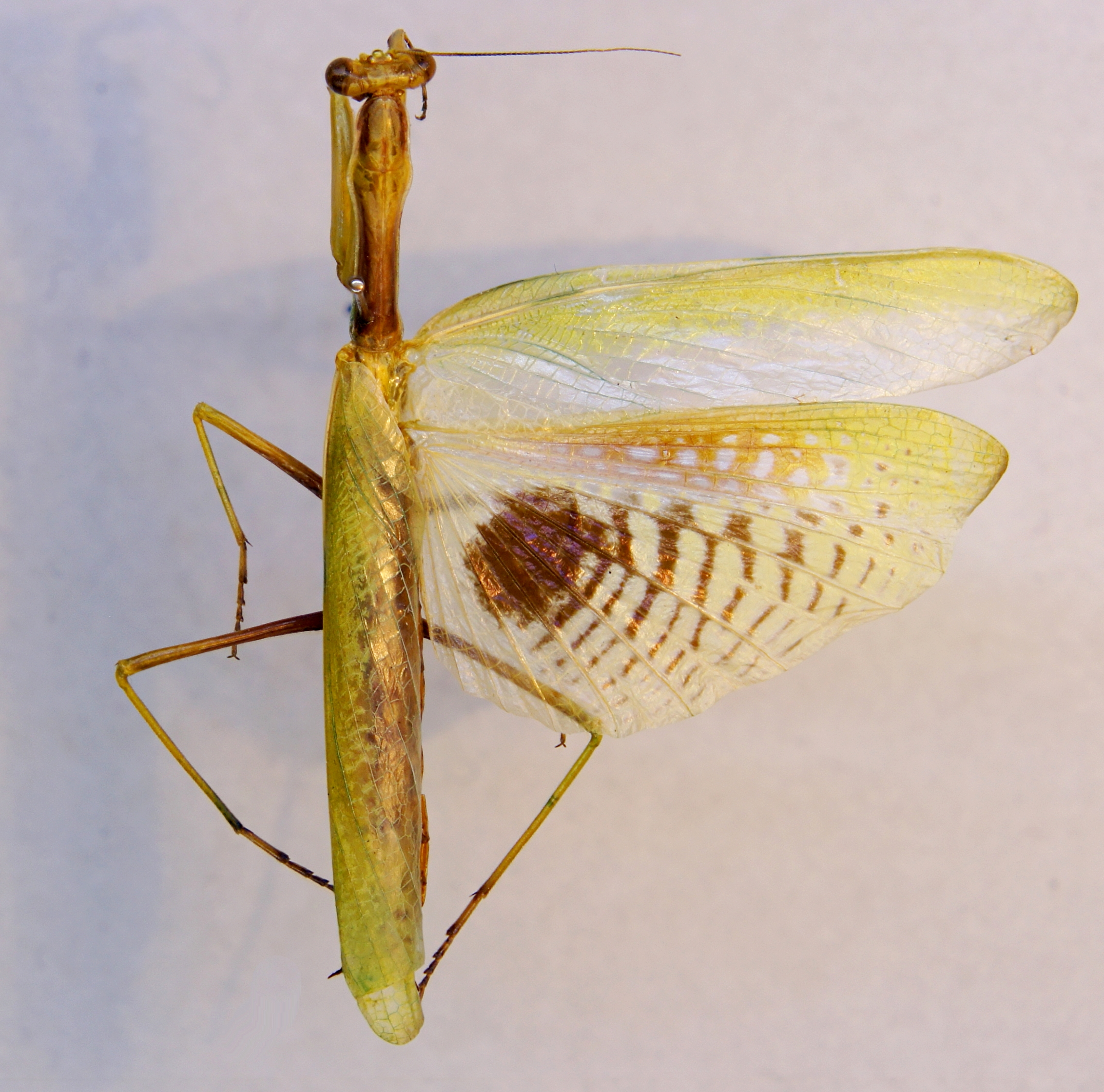
Iris oratoria